# Jorge Seif
Jorge Seif Junior (Rio de Janeiro, 10 de maio de 1977) é um empresário e político brasileiro filiado ao Partido Liberal (PL). De origem sírio-libanesa, é senador da República por Santa Catarina. Foi Secretário Nacional de Pesca e Aquicultura entre 2019 e 2022 no Governo Jair Bolsonaro.

## Biografia
É formado em Administração de Empresas e Marketing pela Universidade do Vale do Itajaí.
Nas eleições de 2022, foi eleito senador por Santa Catarina, com 1.426.383 votos (39,8% dos válidos).
Empresário do setor pesqueiro, foi Secretário Nacional de Pesca e Aquicultura entre 2019 e 2022 no governo Jair Bolsonaro.
Antes de atuar na política, Seif trabalhava na JS Pescados, uma empresa familiar especializada na pesca de sardinhas e atuns.
Em abril de 2024, o Tribunal Superior Eleitoral iniciou um julgamento que visava a cassação de seu mandato de senador. A acusação, da coligação Bora Trabalhar (PSD, Patriota e União Brasil), seria a de que houve abuso de poder econômico nas Eleições de 2022, envolvendo o empresário Luciano Hang. O julgamento foi suspenso para a obtenção de mais dados, e posteriormente mudanças no TSE levaram a mudanças dos envolvidos no seu julgamento.
Em maio de 2024, as empresas de sua família JS Manipulação de Pescados Ltda e JM Seif Transportes acumularam uma dívida de R$ 15,2 milhões com a União, principalmente com a Previdência Social. Suas empresas também se envolveram com diversas apreensões de drogas pelas forças policiais brasileiras.
Nas eleições de 2024, Seif tentou emplacar seu filho como vereador de Itapema, com apoio de Jair Bolsonaro, o que teria causado conflitos no PL pelo apoio direto do ex-presidente. Mesmo com o apoio, porém, o candidato não foi eleito.
Em novembro de 2024, conforme a PEC do fim da escala 6x1 era discutida, o senador foi abertamente contra a proposta.

## Histórico Eleitoral
| Ano  | Eleição                    | Partido | Candidato a | Votos     | %      | Resultado | Ref    |
| ---- | -------------------------- | ------- | ----------- | --------- | ------ | --------- | ------ |
| 2022 | Estadual de Santa Catarina | PL      | Senador     | 1.484.110 | 39,79% | Eleito    | [ 17 ] |